# Consejo Nacional de Investigaciones Científicas y Técnicas (Argentina)
El Consejo Nacional de Investigaciones Científicas y Técnicas (Conicet) es el principal organismo dedicado a la promoción de la ciencia y la tecnología en Argentina, dependiente de la Jefatura de Gabinete de Ministros de la Nación. 
Instituido como organismo autárquico, los ejes de sus acciones radican en: el otorgamiento de becas para estudios doctorales y posdoctorales, las carreras del Investigador Científico y Tecnológico y del Personal de Apoyo a la Investigación, el financiamiento de proyectos y de Unidades Ejecutoras de investigación, y el establecimiento de vínculos con organismos internacionales gubernamentales y no gubernamentales.
Las áreas de interés del Conicet incluyen gran parte de las disciplinas de la ciencia, desde las ciencias de la ingeniería, las exactas, las biológicas hasta las sociales y humanas. El personal se encuentra descentralizado, trabajando principalmente en institutos del Conicet y universidades públicas.
En 1951 se había creado el Consejo Nacional de Investigaciones Técnicas y Científicas (CONITYC) que integraba a otros organismos estatales ya existentes y cuya conducción quedó a cargo del presidente Juan Domingo Perón. El 5 de febrero de 1958, durante la dictadura del general Pedro Eugenio Aramburu se funda el Conicet con una estructura novedosa pues era un organismo descentralizado que se colocó bajo la dirección de Bernardo Houssay, el primer Premio Nobel de Medicina de América Latina.

## Historia

### Creación de CONITYC
El 17 de mayo de 1951 durante el primer gobierno de Juan Domingo Perón se creó el Conityc por decreto 9695 de 1951. La estructura integraba y perfeccionaba a otros organismos creados con anterioridad por el mismo gobierno, cuya implementación estaba ligada a las necesidades del primer plan quinquenal. El objetivo del organismo era propender a la investigación y a la formación de científicos y técnicos que colaboran con el desarrollo argentino en todas las áreas. En su primera etapa el Conityc congregó a importantes científicos, como el físico José Balseiro, Enrique Gaviola, el ingeniero nuclear Otto Gamba y el astrónomo Juan Bussolini (ver Proyecto Huemul).
Este organismo fue desmantelado tras la autodenominada Revolución Libertadora que derrocó a Perón en 1955.

### Década de 1960: Fundación como CONICET
El Conicet fue fundado el 5 de febrero de 1958, bajo la dirección de Bernardo Houssay, Premio Nobel de Medicina, durante el gobierno de facto del general Pedro Eugenio Aramburu. La historia de la institución estuvo muy ligada a la investigación en las Ciencias Biológicas y de la Salud.   

Durante el gobierno de Frondizi, en 1960, se introdujo las figuras del Investigador y el Profesional de Apoyo, ambos de carrera, disponiendo el financiamiento de la investigación para permitir que los científicos pudieran dedicarse de forma permanente y completa a lo que decenios más tarde se conocería como I+D. Junto con ello, se definió un programa nacional de becas para la investigación y otro de subsidios para la investigación privada.

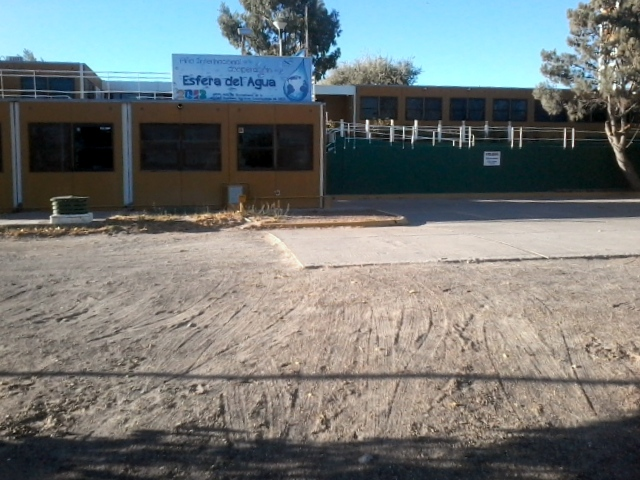
Sede CENPAT en Puerto Madryn, provincia del Chubut, Argentina.

Además, el Conicet desarrolló convenios con los gobiernos provinciales, las entidades académicas y el sector privado para dar origen a centros de investigación especializados; tras la restauración de la democracia y a partir del gobierno de Frondizi se crearían, entre otros, el Centro Experimental de la Vivienda Económica en Córdoba, el Centro de Investigación y Desarrollo en Tecnología de Pinturas en La Plata, el Instituto Nacional de Limnología en la provincia de Santa Fe, el Instituto de Desarrollo Tecnológico para la Industria Química en Santa Fe, la Planta Piloto de Ingeniería Química en Bahía Blanca y el Centro Nacional de Radiación Cósmica, que finalmente se reestructuraría como Instituto de Astronomía y Física del Espacio localizado en la Ciudad Autónoma de Buenos Aires.

### Década de 1970: Reacción al golpe de Estado
Houssay se mantuvo como presidente de Conicet hasta su fallecimiento en septiembre de 1971. En 1976 se produce un golpe militar y comienza un gobierno de facto que duraría hasta 1983. Este período se caracterizó por las persecuciones políticas, de las que las universidades fueron uno de los principales focos. El gobierno militar consideraba a las universidades nacionales como "núcleos de subversión" y una de las medidas que toma para restarle poder es fortalecer a Conicet. Es por ello que comienza una reorganización del organismo que lleva a la creación de una gran cantidad de centros e institutos. De los 13 institutos que existían en 1976 se pasó a 116 en 1983. Mientras el presupuesto de investigación y desarrolló de las universidades se redujo, el de Conicet se multiplicó por siete.
Además durante esta etapa comenzó el desarrollo de centros regionales que proporcionarían la infraestructura necesaria para la creación de laboratorios e institutos de investigación adaptados a las necesidades prácticas y las condiciones naturales de las distintas regiones. Se crearon centros regionales en varios puntos del país, entre ellos Rosario, Mendoza, La Plata, Bahía Blanca, Puerto Madryn y Ushuaia.
La administración de Conicet durante este período fue denunciada por maniobras fraudulentas en el manejo de subsidios cuando regresó la democracia.

### Década de 1980: Crisis económica
En 1983 regresa la democracia tras la asunción de Raúl Alfonsín, con lo cual se terminó la etapa de persecución política, permitiendo el regreso al país de científicos que debieron exiliarse durante el lustro anterior. Alfonsín nombró a Manuel Sadosky al frente de la Secretaría de Ciencia y Tecnología y a Carlos Abeledo en Conicet. Este último desarrolló una política de vinculación de los institutos con las universidades y de cierre de institutos con escasa actividad. Aunque la creciente inflación y la crisis económica complicaron el funcionamiento, el Conicet administró un crédito del BID (BID-Conicet) que permitió la incorporación de equipamiento del sistema científico. 
En esta etapa se modifica el mecanismo de subsidios, que pasa de depender de los directores de instituto a realizarse mediante convocatorias públicas. Además se crea dentro de Conicet el área de Transferencia Tecnológica para mejorar la vinculación con el sector productivo.

### Década de 1990: Recorte de presupuesto y fuga de cerebros
Durante de la gestión del presidente Carlos Menem (1989 – 1999) se producen algunas transformaciones en el sistema científico-tecnológico nacional en un contexto de fuertes restricciones presupuestarias. En 1996 se decreta una reestructuración del Conicet, dándole estatus de ente autárquico y descentralizado bajo la jurisdicción de la Secretaría de Ciencia. Aunque se convocó a elecciones para el directorio del organismo, las autoridades nunca asumieron en su cargo debido a que fue intervenido por la Secretaría de Ciencia, primero a cargo de Domingo Liotta y luego de Juan Carlos del Bello. El cierre de los ingresos al organismo hacia mediados de la década produjo una fuga de cerebros hacia países desarrollados y un envejecimiento de la planta de científicos nacionales.
La gestión de los subsidios, con fondos del BID, pasó a la flamante Agencia Nacional de Promoción Científica y Tecnológica, lo que significó un recorte en las atribuciones de Conicet, que continuó otorgando subsidios con fondos del Tesoro Nacional más limitados. Además, se crearon las Unidades de Vinculación Tecnológica (UVT), para servir de nexo entre centros de investigación y empresas.

### Décadas del 2000 y 2010: Kirchner: Nuevo impulso, cambios de presidencia y becas
La gestiones de Néstor Kirchner y Cristina Fernández de Kirchner se caracterizaron por un nuevo impulso a la ciencia y tecnología. En 2003 se lanza el plan Raíces que permitió repatriar más de un millar de científicos argentinos para el año 2014. Al año siguiente se produjo un aumento de los salarios de hasta el 45% para el personal científico a través del programa de Jerarquización de la Actividad Científica y Tecnológica. En el Conicet se nombró a Eduardo Charreau (2002-2008), quien fue sucedido por Marta Rovira (2008-2012) y Roberto Salvarezza (2012-2015).
Cuando se realiza una comparación entre los años 2003-2015 se observa un aumento en la cantidad de investigadores que pasa de 3600 a 9200, de becarios doctorales y posdoctorales que pasan de 2000 a 10000 y de profesionales y técnicos que pasan de un poco más de 2000 a 4000. El número de institutos del CONICET (Unidades Ejecutoras) aumentó de 80 a 230 en 12 años. 
La gestión de Mauricio Macri se caracterizó por recortes del gasto público que incluyeron al área de ciencia y tecnología. Entre 2015 y 2018 la caída del presupuesto para ciencia y técnica fue del 25% y según las estimaciones disponibles para 2019 la caída final sería del 38%. Los ingresos anuales de nuevos científicos al Conicet se redujeron un 60%. Durante su gestión el presidente de Conicet fue Alejandro Ceccatto, con dos breves interinatos de Mirtha Flawiá y Miguel Ángel Laborde.
En 2019 tras la asunción de Alberto Fernández se designa como presidenta del Conicet a la química Ana Franchi. Además, el ministro de Ciencia y Tecnología, Roberto Salvarezza, adelantó que se iniciará un camino de recomposición salarial para becarios, sumando 500 nuevas becas al plantel.

### Década del 2020: Amenaza de cierre y expedición en el Cañón de Mar del Plata
En agosto de 2023, el candidato presidencial Javier Milei propuso cerrar el Conicet, declaraciones que generaron críticas por varios sectores, incluyendo del Conicet, su presidenta Ana María Franchi, y Daniel Filmus, el exministro del Ministerio de Ciencia, Tecnología e Innovación. Se inició una campaña de desinformación, en la que los científicos fueron acusados públicamente de "ñoquis", acosados en redes sociales y amenazados.
Tras su llegada al poder, Milei nombró como presidente a Daniel Salamone, un tuitero mileísta sin experiencia científica. Salamone rechazó el cambio climático y abogó por una «ciencia basada en evidencias y no ideologías», diciendo que el cambio climático es inexistente e ideológico e inició un plan de desfinanciación y despidos, por el que recibió advertencias de científicos de todo el mundo. También la comunidad científica local autogestionó el Festival Elijo Crecer en 50 ciudades del país, para comunicar, concientizar y reclamar en contra del desfinanciamiento, desmantelamiento y despidos en el sistema científico y en la planta del Estado en general. Su funcionamiento se encuentra actualmente bajo recorte presupuestario, falta de ingresos a la carrera del investigador científico, el recorte de becas doctorales y la cancelación anticipada de becas posdoctorales.
Diferentes científicos alertaron la elaboración de listas negras por parte del gobierno y junto con el INTA el Conicet fue sometido a una censura prohibiéndose las investigaciones y cualquier referencia al "cambio climático", "agroecología" y "sustentabilidad" entre otras. La persecución ideológica a becarios e investigadores derivó en la renuncia del director en representación del agro Manuel García Solá.
En julio y agosto de 2025, científicos del Conicet se aliaron con el Instituto Oceanográfico Schmidt, para realizar una expedición sobre el Cañón de Mar del Plata, haciendo un reconocimiento de superficie desde 1200 a 3900 metros de profundidad, con el fin de analizar, recoger y estudiar las especies que habitan el suelo argentino. El vehículo sumergible operado remotamente fue el ROV SuBastian, propiedad del instituto. El instituto también transmitió en vivo las operaciones en la plataforma de YouTube y fue el más visto en Argentina, alcanzando un promedio de 30 a 50 mil visualizaciones en simultáneo.  Las expediciones tuvieron un alcance de más de 500 a 700 mil reproducciones.

## Funciones
Según su sitio web, los objetivos del Conicet son:
- Fomentar y subvencionar la investigación científica y tecnológica, y las actividades de apoyo que apunten al avance científico y tecnológico en el país, al desarrollo de la economía nacional y al mejoramiento de la calidad de vida, considerando los lineamientos establecidos por el Gobierno Nacional.
- Fomentar el intercambio y la cooperación científico-tecnológica dentro del país y con el extranjero.
- Otorgar subsidios a proyectos de investigación.
- Otorgar pasantías y becas para la capacitación y perfeccionamiento de egresados universitarios, o para la realización de investigaciones científicas en el país y en el extranjero.
- Organizar y subvencionar institutos, laboratorios y centros de investigación, que funcionen en universidades y en instituciones oficiales o privadas, o bajo la dependencia directa del Conicet.
- Administrar las Carreras del Investigador Científico y del Personal de Apoyo a la Investigación y al Desarrollo.
- Instituir premios, créditos y otras acciones de apoyo a la investigación científica.
- Brindar asesoramiento a entidades públicas y privadas en el ámbito de su competencia.

## Organización institucional

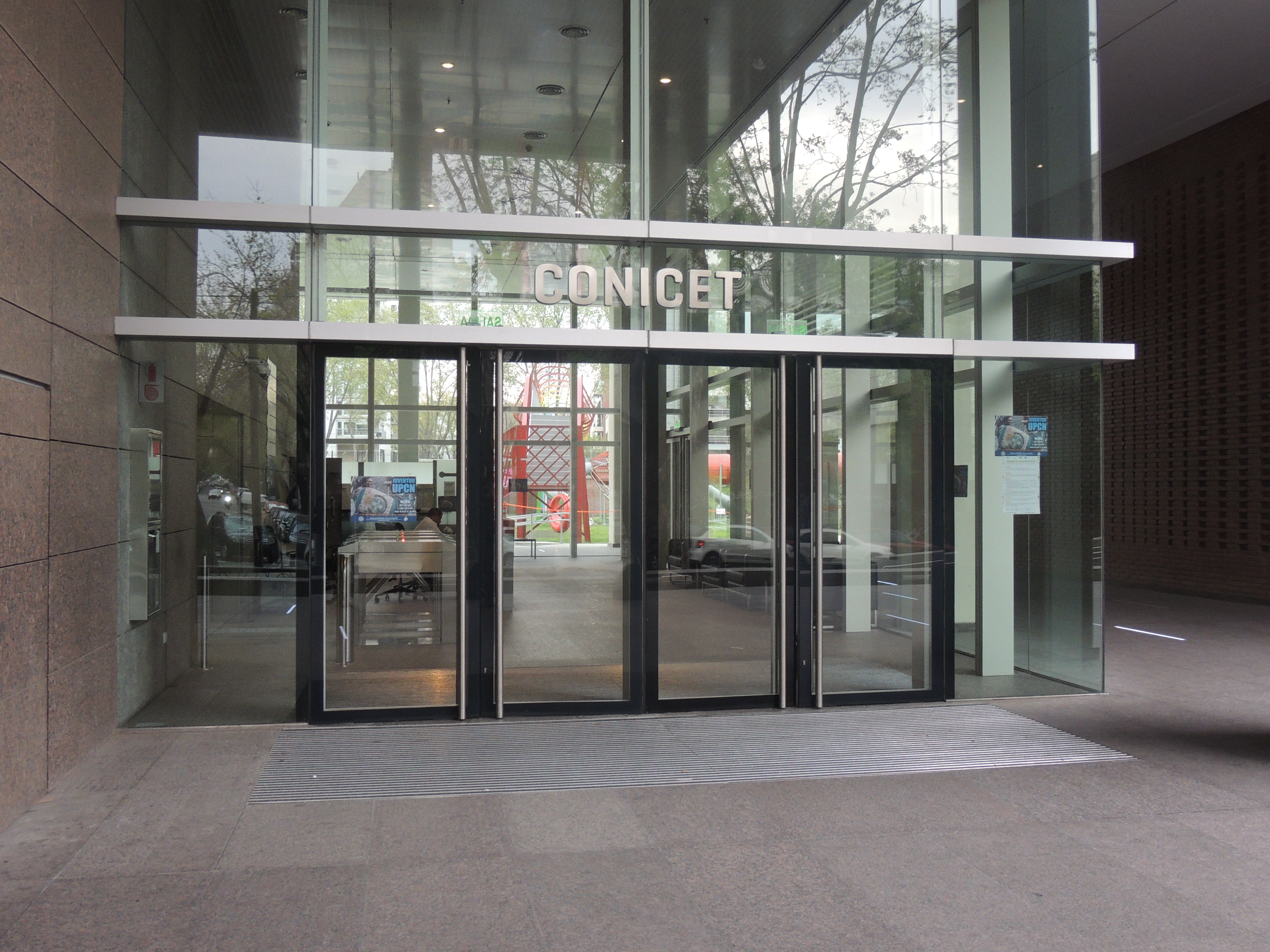
Entrada al edificio del Conicet dentro del Polo Científico Tecnológico en la ciudad de Buenos Aires.

El Conicet es autárquico, bajo la jurisdicción del Ministerio de Ciencia, Tecnología e Innovación desde el 2019 cuando se vuelve a crear este ministerio. Desde 2007 estuvo bajo la órbita del  Ministerio de Ciencia, Tecnología e Innovación Productiva, hasta que fue absorbido por el Ministerio de Educación en 2018.
A partir del Decreto n.º 1661/96, el gobierno del Conicet está a cargo de un Directorio compuesto por un Presidente y ocho miembros. La elección de los miembros se realiza mediante la propuesta de ternas votadas y elevadas a consideración del Poder Ejecutivo Nacional. Cuatro ternas son elegidas directamente por los investigadores del Conicet y las restantes son propuestas por las entidades de la industria, del agro, de las universidades y de los organismos de ciencia y tecnología de las provincias.
A nivel central la administración se completa con una Unidad de Auditoría Interna, tres Gerencias -Desarrollo Científico y Tecnológico, Evaluación y Acreditación y Gestión Operativa- y una Asesoría Legal. El resto del cuerpo de administración profesional se integra con cargos escalafonarios concursados. Integran el Conicet el conjunto de Unidades Ejecutoras, compuesto por Institutos de Investigación, Laboratorios Nacionales de Investigación y Servicios (LANAIS) y Centros Regionales.
Asisten al Conicet en sus decisiones sus órganos asesores: la Junta de Calificaciones; la Junta Técnica y las Comisiones Asesoras por grandes Áreas del conocimiento.
Sus centros ejecutores operan distribuidas a lo largo del país en: 15 Centros Científicos Tecnológicos (CCT), 11 Centros de Investigaciones y Transferencia (CIT), un Centro de Investigación Multidisciplinario y más de 280 Institutos exclusivos del Conicet o de doble y triple dependencia con universidades nacionales, instituciones públicas y privadas.

### Directorio
| Miembros del Directorio del Consejo Nacional de Investigaciones Científicas y Técnicas                       | Miembros del Directorio del Consejo Nacional de Investigaciones Científicas y Técnicas |
| --- | -------------------------------------------------------------------------------------- |
| Presidenta del Directorio                                                                                    | Daniel Salamone                                                                        |
| Vicepresidente de Asuntos Científicos                                                                        | Vacante                                                                                |
| Vicepresidente de Asuntos Tecnológicos                                                                       | Vacante                                                                                |
| Directora (en representación de la Industria)                                                                | Vacante                                                                                |
| Directora (en representación de los organismos de ciencia y tecnología de los Gobiernos Provinciales y CABA) | Vacante                                                                                |
| Director (en representación del Consejo de Universidades)                                                    | Vacante                                                                                |
| Director (en representación del agro)                                                                        | Vacante                                                                                |
| Director (por la Gran Área de Ciencias Biológicas y de la Salud)                                             | Vacante                                                                                |
| Director (por la Gran Área de Ciencias Agrarias, Ingenierías y Materiales)                                   | Vacante                                                                                |

## Áreas de conocimiento
El Consejo Nacional de Investigaciones Científicas y Técnicas es el principal organismo dedicado a la promoción de la ciencia y la tecnología en la Argentina. Su actividad se desarrolla en cuatro grandes áreas.

### Ciencias Agrarias, Ingeniería y de materiales
Esta área comprende especialmente desarrollos de investigación aplicada y en algunos casos desarrollo experimental, además de investigación básica vinculada con problemas tecnológicos. Alrededor del 22% de los investigadores y del 26% de los becarios trabajan en estas disciplinas, mientras que un 20% de las Unidades Ejecutoras corresponden a esta gran área. Está compuesta por:
- Ciencias Agrarias
- Ingeniería Civil, Mecánica, Eléctrica e Ingenierías Relacionadas
- Hábitat, Ciencias Ambientales y Sustentabilidad
- Informática y Comunicaciones
- Ingeniería de Procesos, Productos Industriales y Biotecnología
- Desarrollo Tecnológico y Social y Proyectos Complejos.[46]

### Ciencias Biológicas y de la Salud
Las disciplinas que integran esta gran área son de vital importancia para el mejoramiento de la calidad de vida de la sociedad y han adquirido una gran relevancia por su producción científica. Aproximadamente el 30% de los investigadores y el 26% de los becarios pertenecen a este sector del conocimiento. El 35% de las Unidades Ejecutoras del organismo corresponden a esta gran área. Está compuesta por:
- Ciencias Médicas
- Biología
- Bioquímica y Biología Molecular
- Veterinaria[46]

### Ciencias Exactas y Naturales
En esta gran área del conocimiento conviven disciplinas diversas, colocando al organismo frente a un área de las ciencias básicas y aplicadas con múltiples y variadas líneas de investigación. Alrededor del 23% de los investigadores y del 21% de los becarios se agrupan en algunas de estas disciplinas. El 29% de las Unidades Ejecutoras del organismo corresponden a esta gran área. Está compuesta por:
- Ciencias de la Tierra, del Agua y de la Atmósfera
- Matemática
- Física
- Astronomía
- Química[46]

### Ciencias Sociales y Humanidades
Alrededor de 22% de los investigadores y 26% de los becarios investigan en esta área, que representa un 17% de sus Centro e Institutos. Dentro de este conjunto de disciplinas, algunas poseen una importancia cuantitativa mayor como la filosofía, la historia y la sociología, si bien todas presentan un marcada diversificación y desarrollo del conocimiento científico. Está compuesta por:
- Derecho, Ciencias Políticas y Relaciones Internacionales
- Literatura, Lingüística y Semiótica
- Filosofía
- Historia, Geografía, Antropología Social y Cultural
- Sociología, Comunicación Social y Demografía
- Economía, Ciencias de la Gestión y de la Administración Pública
- Psicología y Ciencias de la Educación
- Arqueología y Antropología Biológica[46]

## Recursos humanos
El Conicet financia a investigadores (CICT), profesionales y técnicos que realizan tareas de apoyo a la investigación (CPA) y a jóvenes graduados que realizan su doctorado o posdoctorado. Todas las categorías atraviesan por un concurso público de antecedentes para ingresar y son evaluados periódicamente.
A 2022, se desempeñan en el organismo de 11.854 investigadores y 11.464 becarios de doctorado y postdoctorado, más 2.992 profesionales de apoyo a la investigación y 1.499 administrativos. Estos se desempeñan en Institutos con contraparte en Universidades o exclusivos Conicet, Universidades de gestión pública, Organismos de ciencia y técnica, Universidades de gestión privada, entre otros.

### Becas doctorales y posdoctorales
Con el objetivo de formar recursos humanos para la investigación, el Programa de Becas permite a jóvenes graduados universitarios de todas las regiones del país la dedicación exclusiva necesaria para obtener grados doctorales y entrenamientos posdoctorales en distintas disciplinas, tanto en instituciones nacionales como del exterior. Las becas doctorales internas, se otorgan de manera excluyente para la realización de posgrados acreditados por la Comisión Nacional de Evaluación y Acreditación Universitaria (CONEAU), de modo de garantizar la excelencia deseada para la capacitación de becarios.
Las becas doctorales y posdoctorales se dividen en categorías:
- Internas: convocatoria general
- Temas Estratégicos: temas prioritarios, como medicina, biotecnología y energía.
- Proyectos de UE: fortalecimiento de las líneas de investigación de los institutos de Conicet
- Cofinanciadas: financiadas por el Conicet junto con instituciones o empresas con el fin de fomentar la vinculación con el sector productor de bienes y servicios.
- Latinoamericanas: destinadas a postulantes provenientes de países latinoamericanos
- Externas: promueven la capacitación en centros de investigación de excelencia del exterior

### Carrera del Investigador Científico y Tecnológico (CICT)
La CICT está destinada a favorecer la plena y permanente dedicación de los investigadores a la labor científica y tecnológica. La distribución de los miembros de la Carrera del Investigador Científico y Tecnológico busca complementar el accionar de las universidades y de los distintos organismos académicos, científicos y tecnológicos nacionales.
Los investigadores se distribuyen en cinco categorías en las que se progresa mediante una rigurosa evaluación de desempeño:
- Investigador Asistente
- Investigador Adjunto
- Investigador Independiente
- Investigador Principal
- Investigador Superior[50]

Frente a la centralización económica y la distribución demográfica del país, la institución ha desarrollado estrategias de inserción de investigadores en todo el país: cerca del 60% de sus investigadores se desempeña en las provincias fuera del área metropolitana de Buenos Aires y distribuidos en todos los Estados Provinciales. Por otra parte el 70% del plantel total de la CICT desarrolla sus tareas en las universidades nacionales y el resto, lo hace en Unidades Ejecutoras propias o en organismos descentralizados de Ciencia y Tecnología (INTI, INTA, CNEA, CONAE, etc.).
En los proyectos planteados, el Conicet refleja del mismo modo la pluralidad disciplinaria en las temáticas de investigaciones:  21.91% en Ingeniería y Cs. Agrarias, 29.77% en Cs. Biológicas y de la Salud, 22.56% en Cs. Exactas y Naturales, 22.42% en Cs. Sociales y Humanidades y 3.33% en Tecnología, categoría de reciente creación.

### Carrera del Personal de Apoyo (CPA)
De estructura similar a la CICT, la Carrera del Personal de Apoyo está destinada a brindar apoyo profesional y técnico calificado a los grupos de investigación a través de un conjunto de variadas tareas. Algunos de sus miembros están a cargo de servicios o equipos de gran complejidad, otros desarrollan asistencia en laboratorios, en el campo de la experimentación y otros en centros de documentación o administración de institutos de investigación.
El plantel se aproxima a los 2700 miembros, que se agrupan en las categorías profesional (60%) y técnico (40%) con una relación de 1 personal de apoyo por cada 4 investigadores.

## Presidentes
| N.º | Presidente                 | Formación           | Inicio                   | Final                    | Nota                                     |
| --- | -------------------------- | ------------------- | ------------------------ | ------------------------ | ---------------------------------------- |
| 1   | Bernardo Alberto Houssay   | Farmacia y Medicina | 5 de febrero de 1958     | 21 de septiembre de 1971 |                                          |
| 2   | Orlando Eugenio Villamayor | Aeronáutica         | 21 de septiembre de 1971 | 1972                     |                                          |
| 3   | Juan Jacinto Burgos        | Agronomía           | 1972                     | 1973                     |                                          |
| 4   | Vicente Héctor Ciccardo    | Medicina            | 1973                     | 24 de marzo de 1976      | interventor                              |
| 5   | José Antonio Haedo Rossi   | Biología            | 24 de marzo de 1976      | 20 de mayo de 1979       | interventor                              |
| 6   | Fermín García Marcos       | Medicina            | 21 de mayo de 1979       | 29 de marzo de 1981      | interventor                              |
| 7   | José Salvador Gandolfo     | Ingeniería          | 29 de marzo de 1981      | 22 de diciembre de 1981  |                                          |
| 8   | Antonio Eduardo Rodríguez  |                     | 23 de diciembre de 1981  | 1984                     |                                          |
| 9   | Carlos Abeledo             | Química             | 1984                     | 8 de julio de 1989       |                                          |
| 10  | Carlos Cavotti             | Ingeniería          | 17 de julio de 1989      | 21 de febrero de 1990    |                                          |
| 11  | Bernabé Quartino           | Geología            | 22 de febrero de 1990    | 1991                     |                                          |
| 12  | Raúl Matera                | Medicina            | 1991                     | 21 de marzo de 1994      | interventor                              |
| 13  | Domingo Liotta             | Medicina            | 23 de marzo de 1994      | 25 de junio de 1996      | interventor                              |
| 14  | Florencio Aceñolaza        | Geología            | 26 de junio de 1996      | 7 de julio de 1996       |                                          |
| 15  | Juan Carlos del Bello      | Ciencias económicas | 8 de julio de 1996       | 20 de mayo de 1997       | interventor                              |
| 16  | Enrico Stefani             | Medicina            | 21 de mayo de 1997       | 19 de marzo de 1998      |                                          |
| 17  | Armando Bertranou          | Agronomía           | 19 de marzo de 1998      | 10 de diciembre de 1999  |                                          |
| 18  | Pablo Miguel Jacovkis      | Matemáticas         | 10 de diciembre de 1999  | 15 de julio de 2000      |                                          |
| 19  | Andrés Carrasco            | Medicina            | 15 de julio de 2000      | 15 de julio de 2002      |                                          |
| 20  | Eduardo Charreau           | Química             | 15 de julio de 2002      | 23 de abril de 2008      |                                          |
| 21  | Marta Graciela Rovira      | Astrofísica         | 23 de abril de 2008      | 7 de mayo de 2012        |                                          |
| 22  | Roberto Salvarezza         | Bioquímica          | 7 de mayo de 2012        | 9 de diciembre de 2015   |                                          |
| 23  | Alejandro Ceccatto         | Física              | 10 de diciembre de 2015  | 2 de septiembre de 2019  |                                          |
| 24  | Miguel Ángel Laborde       | Química             | 2 de septiembre de 2019  | 10 de diciembre de 2019  | Vicepresidente a cargo de la Presidencia |
| 25  | Ana Franchi                | Química             | 13 de enero de 2020      | 10 de diciembre de 2023  |                                          |
| 26  | Daniel Salamone            | Veterinaria         | 27 de diciembre de 2023  | en el cargo              |                                          |

### Día del Investigador Científico
El 10 de abril se celebra en Argentina el Día del Investigador/a Científico/a. Esta fecha conmemora el nacimiento del Dr. Bernardo Houssay, primer presidente del Conicet y premio Nobel de Medicina y Fisiología en 1947.

## Presupuesto
El presupuesto ejecutado de Conicet fue de:
| Presupuesto (millones de pesos) |         |         |             |       |       |        |        |        |        |        |             |
| Presupuesto (millones de pesos) | 2001    | 2002    | 2003        | 2004  | 2005  | 2006   | 2007   | 2008   | 2009   | 2010   | 2011        |
| ------------------------------- | ------- | ------- | ----------- | ----- | ----- | ------ | ------ | ------ | ------ | ------ | ----------- |
| Presupuesto (millones de pesos) | 180     | 177     | 226         | 247   | 292   | 372    | 476    | 691    | 985    | 1.260  | no definido |
| Presupuesto (millones de pesos) | 2012    | 2013    | 2014        | 2015  | 2016  | 2017   | 2018   | 2019   | 2020   | 2021   | 2022        |
| Presupuesto (millones de pesos) | 2.068   | 2.881   | 3.839       | 5.238 | 6.882 | 11.271 | 12.900 | 16.444 | 24.817 | 41.409 | 80.073      |
| Presupuesto (millones de pesos) | 2023    | 2024    | 2025        |       |       |        |        |        |        |        |             |
| Presupuesto (millones de pesos) | 199.109 | 504.175 | no definido |       |       |        |        |        |        |        |             |

## Reconocimientos yrankings
La institución fue premiada por la Fundación Konex en 2008 con el Premio Konex-Mención Especial, distinción dada a las más relevantes personalidades e instituciones de la última década de la Argentina; y nuevamente en 2018 con un Premio Konex-Diploma al Mérito.
En 2022, Conicet fue clasificado como la mejor institución de investigación de un gobierno latinoamericano por el Ranking de Instituciones Scimago y el segundo entre todas las instituciones de investigación en la región después de la Universidad de São Paulo. A nivel mundial, Conicet ocupa el puesto 141 entre 8084 instituciones académicas, científicas y gubernamentales dedicadas a la investigación.

### Por áreas
Siguiendo la clasificación del Ranking de Instituciones Scimago (2023), la siguiente tabla muestra la posición alcanzada por el Conicet en cada área de conocimiento, entre todas la instituciones gubernamentales de ciencia, tecnología e innovación a nivel global:
| Área                                      | Mundo | América Latina | Iberoamérica | Argentina |
| ----------------------------------------- | ----- | -------------- | ------------ | --------- |
| Ciencias Agrícolas y Biológicas           | 11°   | 1°             | 2°           | 1°        |
| Artes y Humanidades                       | 4°    | 1°             | 1°           | 1°        |
| Bioquímica, Genética y Biología Molecular | 40°   | 1°             | 2°           | 1°        |
| Negocios, Administración y Contabilidad   | 20°   | 1°             | 2°           | 1°        |
| Química                                   | 186°  | 1°             | 26°          | 1°        |
| Ciencias de la Computación                | 114°  | 2°             | 8°           | 1°        |
| Ciencias de la Tierra y Planetarias       | 50°   | 1°             | 2°           | 1°        |
| Economía, Econometría y Finanzas          | 22°   | 1°             | 3°           | 1°        |
| Energía                                   | 193°  | 1°             | 17°          | 1°        |
| Ingeniería                                | 125°  | 2°             | 12°          | 1°        |
| Ciencias Ambientales                      | 62°   | 1°             | 8°           | 1°        |
| Matemáticas                               | 59°   | 1°             | 4°           | 1°        |
| Medicina                                  | 28°   | 1°             | 3°           | 1°        |
| Farmacología, Toxicología y Farmacia      | 33°   | 1°             | 4°           | 1°        |
| Física y Astronomía                       | 204°  | 1°             | 16°          | 1°        |
| Psicología                                | 6°    | 1°             | 1°           | 1°        |
| Ciencias Sociales                         | 7°    | 1°             | 1°           | 1°        |
| Veterinaria                               | 8°    | 1°             | 2°           | 1°        |